# Internationale Musikbegegnungsstätte Haus Marteau

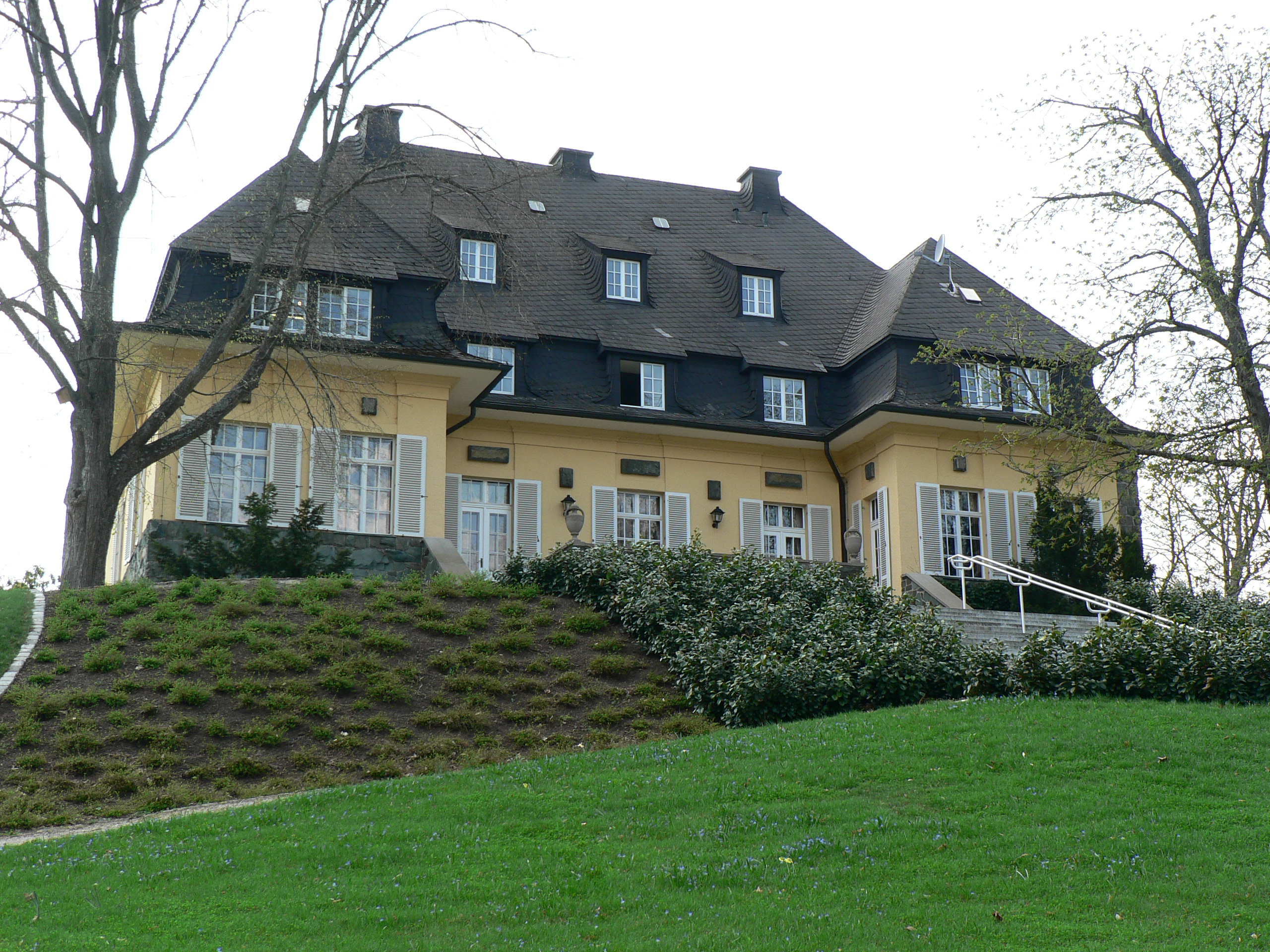
Haus Marteau

Die Internationale Musikbegegnungsstätte Haus Marteau ist eine kulturelle Einrichtung des Bezirks Oberfranken zur Förderung junger Musiker. Sitz der Musikbegegnungsstätte ist die denkmalgeschützte Villa des Geigers Henri Marteau in Lichtenberg (Oberfranken).

## Geschichte

### 1913–1977: Wohnhaus
Henri Marteau kam erstmals 1911 auf Einladung des befreundeten Dirigenten Georg Hüttner nach Lichtenberg und ließ daraufhin 1912/13 nach Plänen des Schweizer Architekten Hans Schwab am Ortsrand in der Lobensteiner Straße eine Villa im Heimatstil errichten.
Die Baukosten betrugen 30.000 Mark, die der damals weltbekannte Henri Marteau mit Gagen aus nur eineinhalb Jahren begleichen konnte. Für den Bau wurden Diabas, Kalkstein und Schiefer aus der Region verwendet.
Mit ihren drei Geschossen bot die Villa genug Platz für das Ehepaar Marteau, ihre vier Kinder und ihre Bediensteten. Erschlossen wurde das Gebäude, wie auch heute noch, über die holzvertäfelte Eingangshalle, um die sich im Erdgeschoss eine Bibliothek, ein Musikzimmer und ein Speisesaal sowie das Elternschlafzimmer gruppierten. Im Obergeschoss befanden sich die Kinderzimmer, Kammern für das Personal sowie ein Fremdenzimmer, das später das Arbeitszimmer von Henri Marteau wurde. Der Keller diente überwiegend dem Personal und als Küche.
Obwohl zunächst als Sommerhaus geplant, war die Villa so konzipiert, dass sie später auch als Hauptwohnsitz genutzt werden konnte. Dieser Nutzungszweck ergab sich zwangsweise während des Ersten Weltkriegs, als Henri Marteau seine Professur an der Königlichen Akademischen Hochschule für Musik Berlin verlor. Als französischer Reserveoffizier wurde er mehrfach inhaftiert und stand anschließend lange in Lichtenberg unter Hausarrest.
Henri Marteau starb am 4. Oktober 1934 und wurde im Garten des Hauses beigesetzt.

### Seit 1980: Internationale Musikbegegnungsstätte
Henri Marteaus Witwe Blanche bewohnte das Haus bis zu ihrem Tod im Jahr 1977. Ihrem Wunsch entsprechend, wollten die Erben die Villa einer Nutzung im Andenken an Henri Marteau zuführen und verkauften es samt einem Großteil des Inventars 1980 auf Vermittlung der Regierung von Oberfranken an den Bezirk Oberfranken.
Die Nutzung als Internationale Musikbegegnungsstätte zur Förderung junger Musiker aus der Region und der ganzen Welt realisierte der Bezirk Oberfranken auf Anraten des späteren ersten künstlerischen Leiters von Haus Marteau, Günther Weiß. Zu diesem Zweck wurde die Villa saniert und umgebaut. Die Raumaufteilung im Erdgeschoss blieb dabei weitgehend unverändert. Umfangreichere Maßnahmen waren im Obergeschoss erforderlich, wo kleine Übungsräume entstanden. Das Arbeits- und Musikzimmer Henri Marteaus blieb im ursprünglichen Zustand erhalten. Im Untergeschoss wurden eine kleine Hausmeisterwohnung sowie ein Aufenthalts- und Imbissraum mit Gartenzugang eingerichtet.

### Erweiterungsmaßnahmen

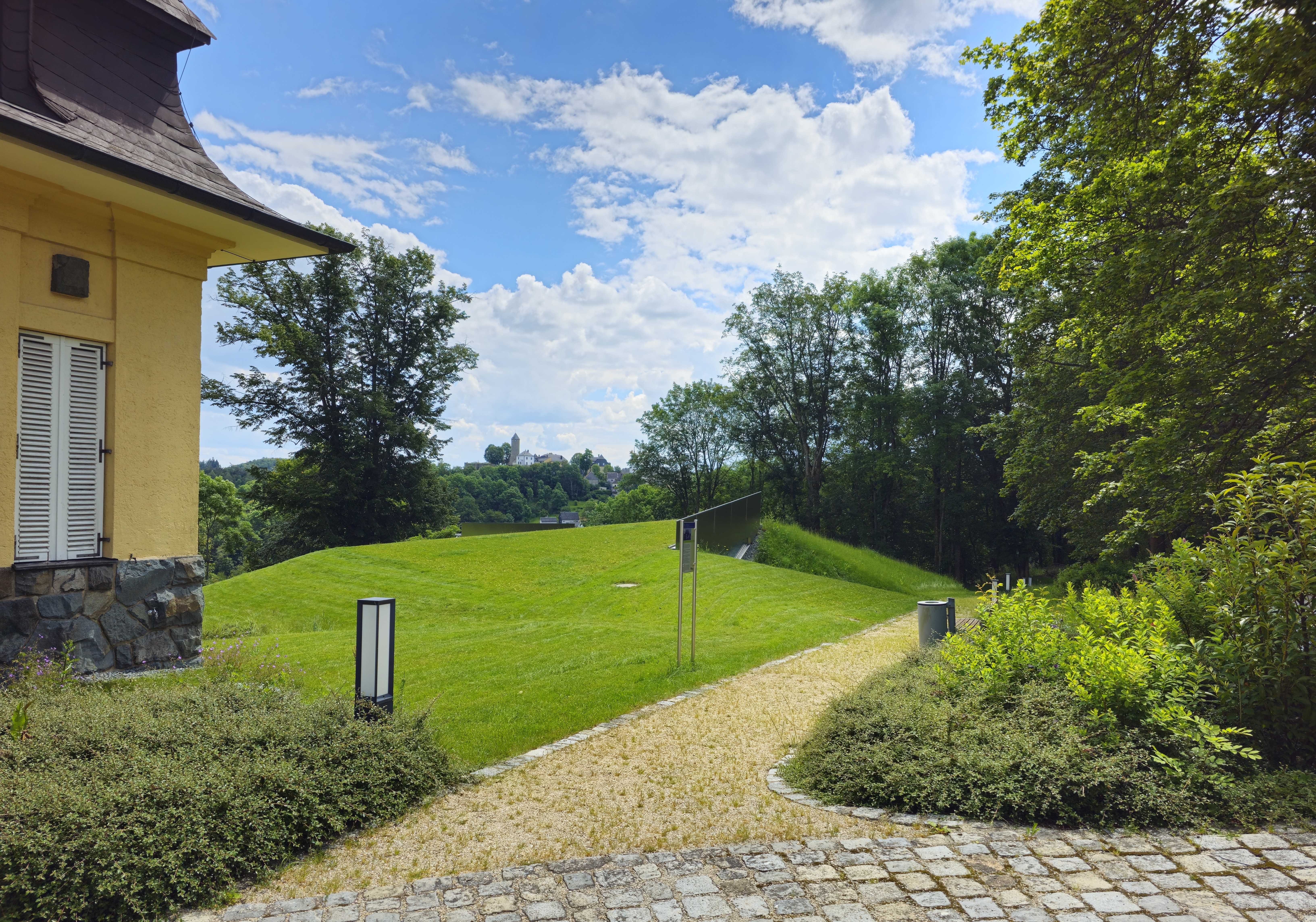
In den Hang gebauter, unterirdischer Konzertsaal (Außenansicht)

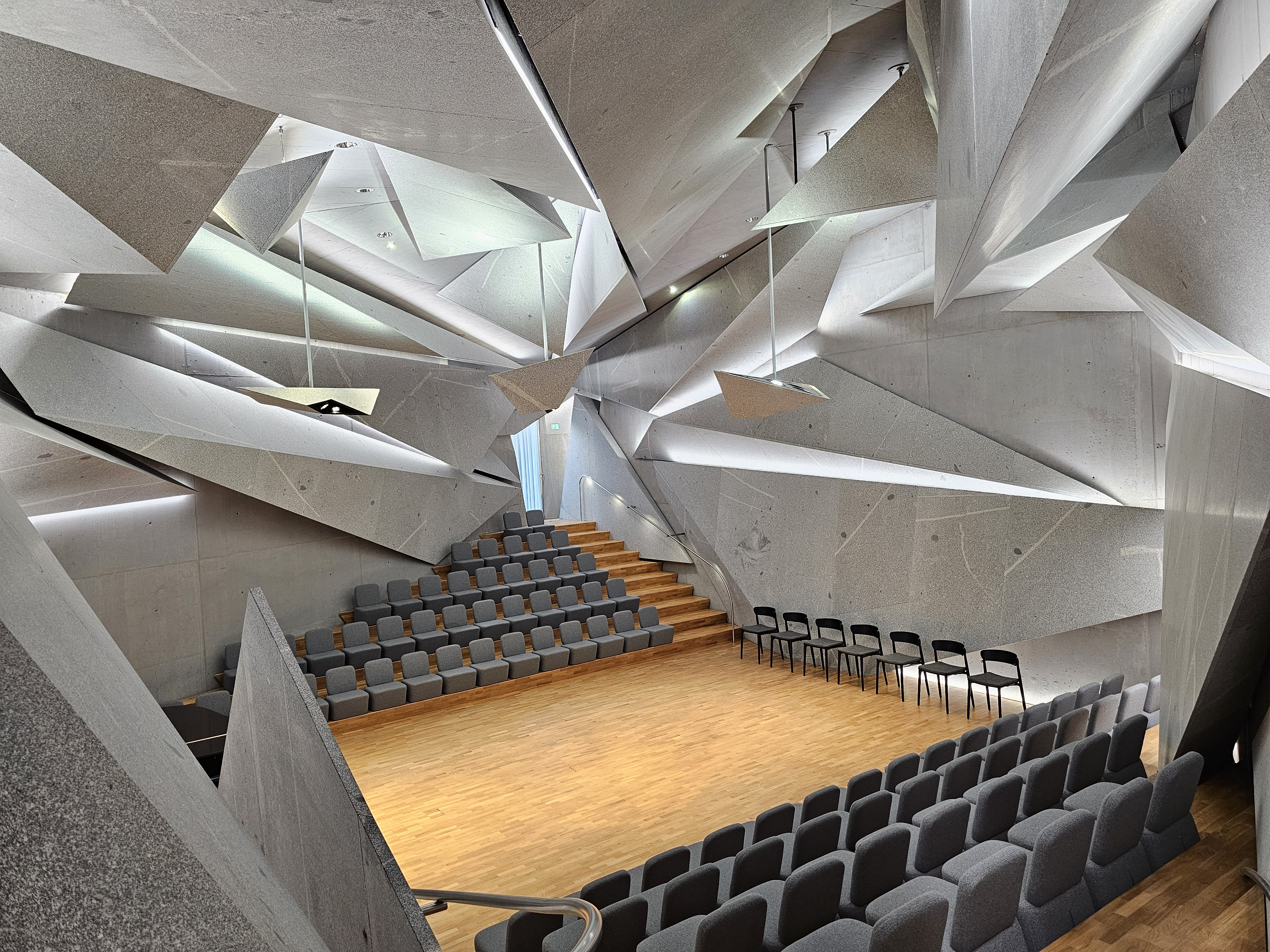
Innenansicht

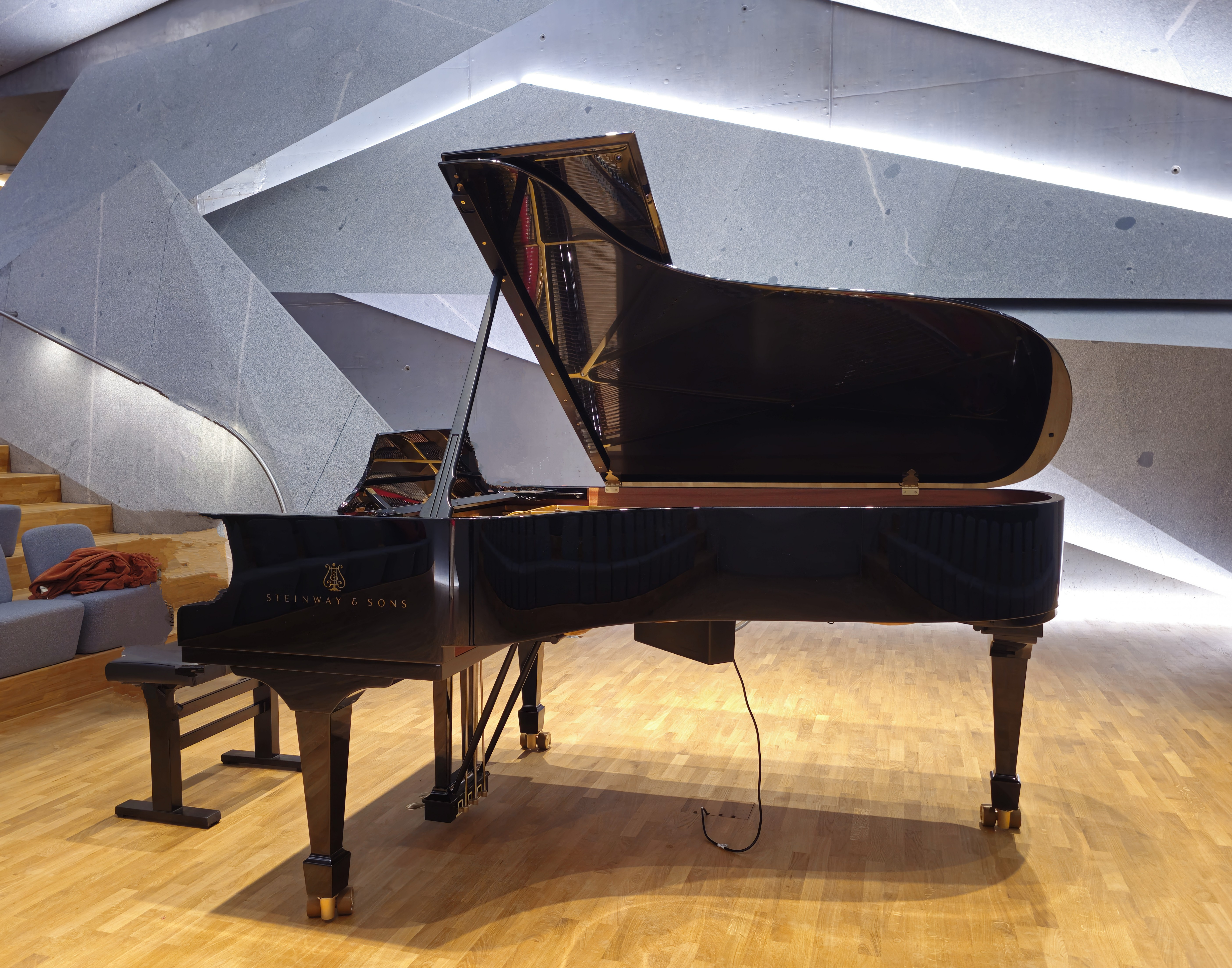
Einer der zwei Steinway-D-Flügel

2016 betraute der Bezirk Oberfranken den Münchner Architekten Peter Haimerl mit weiteren Umbaumaßnahmen und dem Anbau eines Unterrichts- und Konzertsaals.
Um das Erscheinungsbild der denkmalgeschützten Villa weitgehend unangetastet zu lassen, wurde der Neubau an der Südseite des Hauses im Hang eingetieft errichtet. Zugleich wurde der Keller um 60 cm in die Tiefe erweitert. Durch die zusätzliche Raumhöhe entstand ein vollwertiges Stockwerk, das Platz für drei weitere Übungsräume, eine Lounge und ein Foyer bietet. Ein neu eingebauter Fahrstuhl ermöglicht zudem die weitgehend barrierefreie Erschließung des Hauses.
Die Gestaltung des Unterrichts- und Konzertsaals greift die Bergbautradition der Region auf. Ein Verbindungsgang führt in den „stollenartigen“ Saal. Die akustische Streuung wird durch 32 Granitspitzen erreicht, die an Wänden und Decke angebracht sind. Sie bestehen aus dünnen Granitplatten, die auf einem Stahlunterbau verschraubt sind. Die größten Elemente sind bis zu 13 Meter lang und fast sieben Tonnen schwer. Der Saal verfügt über zwei Steinway-D-Flügel und bietet 87 feste Sitzplätze, die durch Form und Material ungefähr die Absorption eines Menschen besitzen, um die Raumakustik nahezu unbeeinflusst von der Besetzung zu halten. Bei Bedarf kann mit loser Bestuhlung auf 99 Plätze erweitert werden. Die Einweihung erfolgte am 27. August 2021.
2024 wurde Peter Haimerl für die Gestaltung des Konzertsaals mit einem Goldpreis des Design Educates Award prämiiert.

## Veranstaltungen
Pro Jahr finden ca. 40 meist einwöchige Meisterkurse für klassische Musik in Haus Marteau statt. Angeboten werden unter anderem Kurse für Violine, Viola, Cello, Kontrabass, Blasinstrumente, Klavier, Percussion und Gesang. Zu den derzeitigen und ehemaligen Dozenten der Meisterkurse zählen unter anderem Igor Ozim, Hariolf Schlichtig, Walter Nothas, Dorin Marc, Detlef Kraus, Edda Moser, Dag Jensen, Heinz Holliger, Edgar Krapp, Andrea Lieberknecht, Wolfgang Gaag, Ulf Rodenhäuser, Bernd Glemser, Arbo Valdma und Peter Sadlo. Das Konzept der Meisterkurse unter der Leitung erfahrener Musiker knüpft an die Sommerakademien an, die Henri Marteau zu Lebzeiten für ausgewählte Schüler in seinem Haus abhielt. Seit der Eröffnung der Internationalen Musikbegegnungsstätte 1982 fanden fast 1500 (Stand: 2020) Meisterkurse in Haus Marteau statt.
Traditionell enden die Meisterkurse mit einem öffentlichen Abschlusskonzert in Haus Marteau. Im Rahmen der Konzertreihe „Haus Marteau auf Reisen“ gastieren die Meisterkurse an diversen Orten (vorrangig in Oberfranken). Die öffentlichen Abschlusskonzerte und die Unterbringung der Kursteilnehmer bei Familien in Lichtenberg gehen ebenso auf Marteaus Sommerakademien zurück.
1984 gründete Günther Weiß das Jugendsymphonieorchester Oberfranken. Immer in der ersten Woche vor Ostern erarbeiten junge Musiker aus Oberfranken ein Konzertprogramm, das am Osterwochenende an jeweils drei Konzertorten präsentiert wird.
In einem Turnus von 3 Jahren findet der Internationale Violinwettbewerb Henri Marteau statt. Dieser wurde 2002 vom Freundeskreis der Musikbegegnungsstätte Haus Marteau gegründet. Der Bezirk Oberfranken übernahm 2007 die Trägerschaft und beauftragte die Hofer Symphoniker mit der Organisation.
In Zusammenarbeit mit dem Blechbläserquintett Rekkenze Brass bietet der Bezirk Oberfranken zusätzlich die interaktiven Konzerte „3Klang – Musik für Körper, Geist und Seele“ für Kinder und Senioren an.

## Künstlerische Leitung
Die Entstehung der Internationalen Musikbegegnungsstätte Haus Marteau ist zu einem großen Teil ihrem ersten Künstlerischen Leiter Günther Weiß zu verdanken, der dieses Amt von 1982 bis 2007 ausübte.
Als Günther Weiß’ Wunschnachfolger und langjähriger Dozent von Haus Marteau übernahm Peter Sadlo diese Aufgabe bis zu seinem Tod 2016.
Seit 2017 ist Christoph Adt als Künstlerischer Leiter für die Internationale Musikbegegnungsstätte Haus Marteau tätig.